# Frederic IV de Dinamarca
Frederic IV (Copenhaguen, 11 d'octubre de 1671 - Odense, 12 d'octubre de 1730) fou rei de Dinamarca i Noruega entre 1699 i 1730. Fill de Cristià V (1646-1699) i de Carlota Amàlia de Hessen-Kassel (1650-1714).
El seu regnat va estar marcat pel gran creixement de la cultura danesa i per la participació, amb victòria, a la Gran Guerra del Nord, que no donà però, grans resultats al país. Aquells anys van veure també un important creixement del comerç i de les obres religioses promogudes pel mateix monarca. Els escàndols de la seva vida privada van ser també, però, importants.

## Família
Frederic IV va estar casat amb Lluïsa de Mecklenburg (1667-1721), Elisabeth Helene von Vieregg (1679-1704) i Anna Sophie Reventlow (1693-1743). També va tenir una amant, Charlotte Helene von Schindel, amb qui mai s'ha descartat que es casés d'amagat. Va tenir fills amb totes quatre dones, però només dos van arribar a l'edat adulta. Amb Lluïsa de Mecklenburg, filla de Gustau Adolf (1633-1695) i de Magdalena Sibil·la de Schleswig-Holstein-Gottorp (1631-1719), va tenir:
- Cristià (1697-1698)
- Cristià (1699-1746). Rei de Dinamarca i Noruega, casat amb Sofia Magdalena de Brandenburg-Kulmbach (1700-1770).
- Frederic Carles (1701-1702)
- Jordi (1703-1704)
- Carlota Amàlia (1706-1782)

Amb la seva segona dona, Anna Sofia de Reventlow va tenir:
- Cristiana Amàlia (1723-1724)
- Frederic Cristià (1726-1727)
- Carles (1728-1729)

Amb Elisabet Helena de Vieregg, quan encara vivia la seva primera dona, va tenir:
- Frederic Gyldenløve (1704-1705)